# 邻香豆酸
邻香豆酸（英語：或称为2-羟基肉桂酸）是一种羟基肉桂酸，其羟基在苯环上位置不同而形成的同分异构体包括间香豆酸（m-Coumaric acid）和对香豆酸（p-Coumaric acid）。邻香豆酸可在醋中发现。